# 褐点金腰
褐点金腰（学名：Chrysosplenium fuscopuncticulosum）为虎耳草科金腰属下的一个种。

## 扩展阅读
- 維基物種上的相關：褐点金腰